# Lista över grevar, hertigar och länsmän av Halland
Halland har sedan åtminstone medeltiden styrts av olika styrelsepersoner som representerat den danska, svenska eller i enstaka fall norska kronan beroende på vilket land landskapet tillhört. 
Dessa personer har haft olika titlar och beroende på indelning ibland även styrt över olika områden. Vid tiden för de första nordiska skriftliga källorna och fram till 1200-talet var Halland en enhet och tillhörde Danmark. Därefter kom Halland att delas i norra och södra Halland, som tidvis kom att tillhöra olika riken fram till 1366. Därefter tillhörde Halland Danmark fram till 1645 och var under denna period indelad i flera slottslän vars antal och utbredning varierade något under perioden. I mitten av 1500-talet skedde en förändring där länsherrarna gick från att ha varit relativt självständiga i sin maktutövning till att bli statliga ämbetsmän.
Då Halland 1645 blev svenskt på 30 år fick det en guvernör. När det 1658 blev permanent svenskt fick det istället en landshövding. Denna var landshövding över Hallands län, vilket då täckte samma område som landskapet. Sedan kommunreformen i Sverige 1971 täcker Hallands län ett område som avviker något från landskapet. 

## Halland
- Karl Eriksen, hövding, dotterson till Knut den helige.[2]
- Knut VI Valdemarsson, furste 1177–1192.[2]
- Nils Valdemarsson, greve 1216–1218.[2]
- Bengt Algotsson, hertig 1353–1356.

## Norra Halland
- Skule Bårdsson, innehade Norra Halland som län 1228–1240.[2]
- Niels Nielsen, greve av Norra Halland 1241–1251.[2]
- Jacob Nielsen, greve av Norra Halland 1283–1305.[2]
- Erik Magnusson, innehade Norra Halland som län 1305–1318.[2]
- Ingeborg Håkansdotter, innehade Norra Halland som län 1319–1326.
- Under den svenska kronan 1326–1353 och 1356–1366.
- Abraham Brodersson (tjurhuvud), från 1382 läntagare till Kungsbacka slott, från 1386 även över Varbergs slott fram till sin död 1410.
- Axel Pedersson (Tott), 1415– hövitsman på Varberg, 1419 även över Falkenberg fram till sin död 1446–1447
- sönerna Ivar Axelsson (Tott) och Åke Axelsson (Tott), 1447–1469 ,från 1450 fick Åke Axelsson även Halmstad och Årstads härader till sin förläning.
- Åke Axelsson (Tott), 1473–1477 läntagare på Varbergs slott.
- Erik Åkesson (Tott), 1477–
- Peder Lykke –1513
- Aage Brahe, 1513–1517
- Henrik Krummedige, 1517–1519
- Viliam von Virnitz, 1519–1521
- Holger Gregersen Ulfstand, 1521

## Södra Halland
- Erik Knudsen, hertig av Södra Halland 1284–1304, sonson till Valdemar Sejr.[2]
- Kristofer II av Danmark, hertig av Södra Halland 1306–1326.[2]
- Knud Porse, hertig av Södra Halland 1327–1330.[2]
- Ingeborg Håkansdotter, regerade Södra Halland som förmyndare för sina söner Håkan och Knut Porse 1330–1350.[2]
- Under den svenska kronan 1350–1353 och 1356–1360.
- Sigvid Ribbing, hövitsman över södra Halland.
- Axel Pedersson (Tott), 1415 hövitsman på Varberg, 1419 även över Falkenberg fram till sin död 1446–1447
- sönerna Ivar Axelsson (Tott) och Åke Axelsson (Tott), 1447–1469 förlänad Varbergs slott ,från 1450 fick Åke Axelsson även Halmstad och Årstads härader till sin förläning.
- Åke Axelsson (Tott), 1472–1477 förlänad Falkenbergs stad och Halmstad och Årstads härader.
- Åke Axelssons änka Märta Bengtsdotter 1477–1481 förlänad Halmstad och Årstads härader.
- Bengt Åkesson (Tott), 1481–1486 förlänad Halmstad och Årstads härader.
- Henrik Krummedige, länstagare över Laholms län 1508 (eller 1507) –1530, fram till 1516 med Halmstads härad.
- Jens Torbernsen Rosensparre, länstagare över Halmstads län 1516–1530
- Holger Gregersen Ulfstand, länstagare över Halmstads län 1530–1542
- Stig Pors, länstagare över Halmstads län 1543–1547
- Eske Bille, länstagare över Halmstads län 1547–1552
- Hartvig Bille, länstagare över Halmstads län 1552–1557
- Peder Skram, länstagare över Halmstads län 1557–1558
- Mogens Gyldenstierne, länstagare över Halmstads län 1558–1567
- Povel Huitfeldt, länstagare över Halmstads län 1567–1568
- Peder Skram, länstagare över Halmstads län 1568–1572 (åter, se ovan)
- Henrich Brahe, länstagare över Halmstads län 1572–1578
- Povel Huitfeldt, länstagare över Halmstads län 1578–1592 (åter, se ovan)
- Sten Madsen Laxmand, länstagare över Halmstads län 1592–1606
- Mogens Kaas, länstagare över Halmstads län 1606–1613
- Mogens Pachs, länstagare över Halmstads län 1613–1617
- Holger Axelsen Rosenkrantz, länstagare över Halmstads län 1617–1620
- Erik Rosenkrantz, länstagare över Halmstads län 1620–1637[3]
- Niels Krabbe, länstagare över Halmstads län 1637–1645

## Guvernörer och landshövdingar
- För Hallands läns styresmän sedan landskapet blev en del av Sverige, se lista över landshövdingar i Hallands län.

## Senare tiders titulärhertigar över Halland
Titulärhertig är en person som fått titeln Hertig som en hederstitel.
- Prins Bertil, hertig 1912–1997 och prinsessan Lilian, hertiginna 1976–2013.[4] [5]
- Prins Julian, hertig 2021–[6]